# Waterpoort

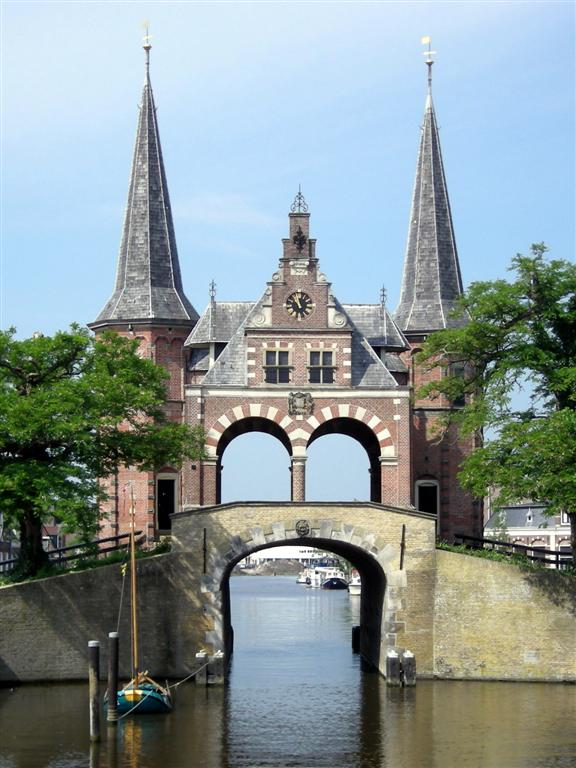
Waterpoort van Sneek

Een waterpoort of reek is een poort in een vestingmuur die een rivier of gegraven water toegang biedt tot de stad, of in het geval van een havenstad een toegangspoort tot de haven.
Ook doorgangen in een stadsmuur die dienden voor het lozen van afvalwater op een buitenstedelijke rivier en voor het putten van water daaruit worden soms waterpoorten genoemd. Een voorbeeld zijn twee waterpoorten in de 14e-eeuwse westmuur van Groningen bij de A, waaronder de 'Katrijper waterpoort'.

## Waterpoorten in Nederland
- de Sneeker Waterpoort, het symbool van Sneek
- de Koppelpoort (tevens landpoort) en de Monnikendam in Amersfoort
- het Spanjaardsgat in Breda
- de Oostpoort (tevens landpoort) in Delft
- de Grote Waterpoort en de Kleine Waterpoort in Delfzijl, tevens dienend als coupures
- de Boerenboom en de Oude Gouwsboom in Enkhuizen
- de Waterpoort in Gorinchem (gesloopt in 1893 en verplaatst naar het Rijksmuseum Amsterdam)
- de Catrijnenpoort, een waterpoort in Haarlem over het Spaarne (afgebroken)
- de Eendjespoort, ook bekend als de Leidse Waterpoort, gelegen in Haarlem (afgebroken)
- de Raakstorens in Haarlem, gesloopt in 1866, gelegen over de Haarlemse Beek (afgebroken)
- de Waterpoort aan het Herman Moerkerkplein in 's-Hertogenbosch
- de Waterpoort aan het Sint-Geertruikerkhof in 's-Hertogenbosch
- de Waterpoortbrug, een brug waarvan de onderdoorgang afgesloten kon worden in Hoorn
- de Wycker Waterpoort, een waterpoort in Maastricht
- De Reek in het Stadspark in Maastricht
- de Waterpoort in Montfoort
- de Zeepoort in Naarden
- Waterpoort in de Molenbeek in Sittard (afgebroken)
- de lemsterpoort en de Woudsenderpoort in Sloten
- de Waterpoort in Sluis
- de Waterpoort in Tiel
- de Waterpoort in Zaltbommel
- de Waterpoort in Zutphen
- de Waterpoort in Zwolle
- de Diezerpoort in Zwolle

## Waterpoorten in België
- de Pont des Trous over de Schelde in Doornik
- de Broeltorens in Kortrijk
- de Waterpoort in Antwerpen (Gedempte Zuiderdokken)
- de Waterpoorten van Leuven

## Waterpoorten in andere landen
- Waterpoort (Grudziądz) in de Poolse stad Grudziądz